# Gruppo Romano Amici della Ferrovia
Il GRAF, Gruppo Romano Amici della Ferrovia, è una libera associazione senza fini di lucro, fondata in Roma nel 1958.
L'associazione riunisce appassionati della storia e della tecnica di ferrovie e altri sistemi di trasporto pubblico, nonché del modellismo ferroviario, con l'obiettivo di diffondere la conoscenza e l'utilizzo dei trasporti pubblici su rotaia, nonché di promuovere iniziative di tutela e valorizzazione del loro patrimonio storico e tecnico.

## Descrizione
In quasi 60 anni di attività il GRAF ha realizzato e realizza molteplici iniziative, dalla creazione di una vasta biblioteca (con migliaia di volumi e riviste, costantemente arricchita), a conferenze e proiezioni, a visite ad impianti e depositi, alla organizzazione di treni speciali con mezzi storici.
Di assoluto rilievo è l'attività di recupero e conservazione di rotabili di interesse storico e tecnico, svolta con passione e grande impegno dai soci, come testimonia l'acquisto ed il perfetto restauro del tram 907, l'ultima "due assi" romana. Altri mezzi recuperati dall'associazione potranno in futuro, essere restaurati e tornare a circolare: tra questi, l'ultimo filobus romano esistente, che il GRAF ha salvato dalla demolizione.

## Biblioteca
Il GRAF - Gruppo Romano Amici della Ferrovia, nel corso degli anni, ha costituito una ricchissima biblioteca a tema ferroviario: essa conserva antiche ed originali edizioni di opere di ingegneria e tecnica ferroviaria, così come pure la quasi totalità della vasta produzione italiana di monografie.
Di frequente la biblioteca del GRAF è meta di studenti universitari in cerca di materiale storico e tecnico necessario per la preparazione di esami e per la stesura della propria tesi di laurea. Altrettanto spesso, inoltre, la biblioteca è consultata da studiosi e cultori di cose ferroviarie alla ricerca di informazioni utili per la compilazione dei propri lavori editoriali.
L'accesso e la consultazione dei materiali sono ammessi anche ai non soci (gradita una preventiva richiesta) mentre il prestito delle opere è normalmente riservato ai soli soci.

## Rotabili di proprietà
Il GRAF nel corso degli anni ha acquisito, salvando da demolizione certa, una significativa raccolta di rotabili d'interesse storico sia ferroviari sia tramviari ex ATAC di Roma. Alcuni dei primi, nell'impossibilità di prevederne in tempi brevi l'auspicato riutilizzo per servizi storico-ricreativi, sono stati ceduti alla Fondazione FS, che sugli stessi aveva manifestato concreto interesse. Per il materiale ex ATAC, oltre all'elettromotrice n. 907 che è funzionante e attiva per servizi storico-ricreativi, sono in corso verifiche circa il possibile recupero ed esposizione presso idonee strutture museali.
Nel corso degli anni ha inoltre contribuito al restauro di numerosi rotabili delle FS.

### Rotabili ferroviari
- ALn 2451 ex ACT di Reggio Emilia del 1959 (accantonato presso la Ferrovia Roma Nord, in attesa di decisioni sulla sua destinazione)[5]
- ALn 772.1005 ex Ferrovie Padane di Ferrara (ceduto nel 2015 a Fondazione FS, ricoverato a Foligno)[6]
- ALn 773.3516 ex Ferrovie Padane di Ferrara (ceduto nel 2015 a Fondazione FS, ricoverato a Foligno)[7]

### Rotabili ex ATAC
- 907 vettura tramviaria "otto finestrini" del 1927 (restaurata e tornata operativa dal 2006 in collaborazione con ATAC)[8][4]
- L11 locomotore elettrico di servizio del 1928 (accantonato presso il Deposito ATAC Collatina)
- L13 locomotore elettrico di servizio del 1929 (accantonato presso il Deposito ATAC Collatina)
- P20 carro merci del 1926 (accantonato presso il Deposito ATAC Collatina)
- 4587 filobus Lancia/MATER/Casaro del 1957 (accantonato presso le Officine Centrali ATAC)